# Werner Roth
Werner Roth (Yugoslavia, 4 de abril de 1948) es un exfutbolista estadounidense. Jugó como defensa.
Su primer equipo fue los N. Y. German-Hungarians de la German-American Soccer League. De 1972 a 1979, fue parte de los New York Cosmos, donde fue uno de los futbolistas más importantes del club. 
Participó en la película Escape a la victoria, donde actuó como el capitán de la selección alemana.
Jugó quince partidos con la selección estadounidense en los años setenta.
Actualmente, figura como miembro de la National Soccer Hall of Fame desde 1989.

## Clubes
| Club                    | País           | Año       |
| ----------------------- | -------------- | --------- |
| N. Y. German-Hungarians | Estados Unidos | 1966-1972 |
| New York Cosmos         | Estados Unidos | 1972-1979 |